# Maksimilian Falk
Maksimilian Leonidowicz (Leontiewicz) Falk (ros.  Максимилиан Леонович (Леонтьевич) Фальк, ur. 20 stycznia 1866 w Kownie, zm. po 1920) – rosyjski lekarz psychiatra, uczeń Emila Kraepelina.
Od 1883 roku studiował medycynę na Uniwersytecie w Dorpacie, studia ukończył w 1889. W 1890 roku obronił rozprawę doktorską przygotowaną pod kierunkiem Emila Kraepelina (Versuche über die Raumschützung mit Hülfe von Armbewegungen). Od kwietnia 1891 roku pracował w petersburskim Szpitalu Św. Mikołaja Cudotwórcy. Był jednym z tłumaczy 5. wydania podręcznika Kraepelina na język rosyjski; książka została wydana w 1898 roku z przedmową autora, w której określił on Falka jako swojego „gorliwego ucznia”. W Szpitalu Św. Mikołaja Cudotwórcy był kolejno asystentem, starszym asystentem, starszym lekarzem i od 1912 do 1914 głównym lekarzem.
Był członkiem Towarzystwa Ochrony Zdrowia Publicznego, zaangażowanym w walkę z alkoholizmem. Po rewolucji październikowej emigrował, zmarł w latach 20.

## Wybrane prace
- Versuche über die Raumschätzung mit Hülfe von Armbewegungen. Dorpat: Schnakenburg, 1890
- Психофизиологические данные о влияв ни алкоголя. Труды комиссии по вопросу об алкоголизме, мерах борьбы о ним и для выработки нормального устава заведений для алкоголиков. СПб., 1893 С. 77–92
- Ostatki zhabernikh obrazovaniy u vzroslavo. Bolnitsch. gaz. Botkina 4, 921–924, 1893
- Izmieneniya pochek i pecheni pri progressivnom paralichie i slaboumii na pochvie organicheskavo porazheniya golovnavo mozga. Vestnik klin. i sudeb. psichiat. i nevropatol. 11, 38–59, 1895/1896
- K voprosu o hallyutsinatsiyakh pri progressivnom paralichie. Arch. psichiat. 2, 93–129, 1895
- Mikroskopicheskiya izmieneniya pochek i pecheni v 52 sluchayakh psikhonevrozov. Vestnik klin. i sudeb. psichiat. i nevropatol. 12, 1-58, 1897
- O sootnoshenii mezhdu slaboumiem i fiziologicheskimi yavleniyami zapamyatovaniya. Obozr. psichiat., nevrol. 2, 90–95, 1897
- [Psychophysiological data on the influence of alcohol]. J. Russk. Obsh. Okhran. Narod. Zdrav.8, ss. 631–646, 1898
- [Two cases of atypical muscular contractions in psychical forms of organie disease of the brain]. Arch. Psikhiat. 32, 2, 1-17, 1898
- О физиологическом действии алкоголя на организм человека
- Opiti nad pamyatyu razstoyaniy, vosprinimayemikh pri pomoshtshi dvizheniy ruki [Опыты чал памятью расстоянии, воспринимаемых при помощи движении руки]. Vestnik klin. i sudeb. psichiat. i nevropatol. 13, 59–134, 1899
- K kazuistikie anomaliy koliennavo refleksa. Bolnitsch. gaz. Botkina 11, ss. 1553–1557, 1900
- K kazuistikie razstroistv simpaticheskoi nervnoi sistemi. Obozr. psichiat., nevrol.  6, ss. 579–582, 1901
- Umierennost ili vozderzhaniye? K voprosu ob upotreblenii spirtnikh napitkov [Умереиность или воздержание? (К вопросу об улотребл-еиии спиртных напиотюв)]. J. russk. Obsh. okhran. narod. zdrav. 11, ss. 218–251, 1901
- [Retroactive amnesia in two medico-forensic cases]. Obozr. psichiat. nevrol. 9: 502–18, 1904
- Демонстрация больного.  Протоколы заседаний Общества психиатров за 1900 и 1901 гг., СПБ, 1902, стр. 43-50
- [Review of the present state of the question of adolescent progressive paralysis]. J. nevropat. psikhiat. 7, ss. 439–66, 1907